# Vincenzo Viviani
Vincenzo Viviani (Florencia; 5 de abril de 1622 - Florencia, 22 de septiembre de 1703) fue un matemático y físico italiano.

## Biografía

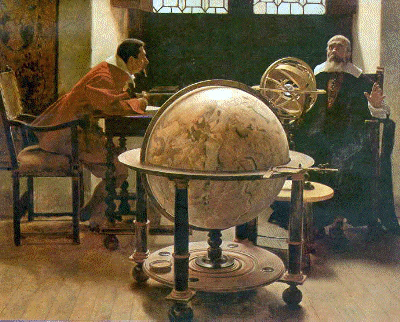
Tito Lessi. Galileo y Viviani. Museo de la Ciencia de Florencia.

Vincenzo Viviani fue hijo de Jacopo di Michelangelo y de Maria Alamanno del Nente (ambos procedentes de familias nobles de la Toscana), y padre de Victor Viviani (su único hijo). En 1639 comenzó a trabajar con Galileo Galilei y escribió más tarde la primera biografía que se conoce de él. Viviani reconstruyó además los escritos de Arquímedes y Euclides. En 1661 llevó a cabo el ensayo que posteriormente se conocería como el péndulo de Foucault debido a que este experimento fue repetido y descrito a cabalidad por Jean Bernard Léon Foucault casi 200 años más tarde. En 1666, Viviani se convirtió en matemático de la corte del Gran Duque de Toscana Fernando II de Médici.
En 1660 con Giovanni Alfonso Borelli, realizó un experimento para determinar la velocidad del sonido: al medir el intervalo de tiempo entre la vista del resplandor de la explosión de un cañón situado a cierta distancia y la percepción del ruido, llegaron a un resultado de 350 m/s.

## Cuerpo de Viviani

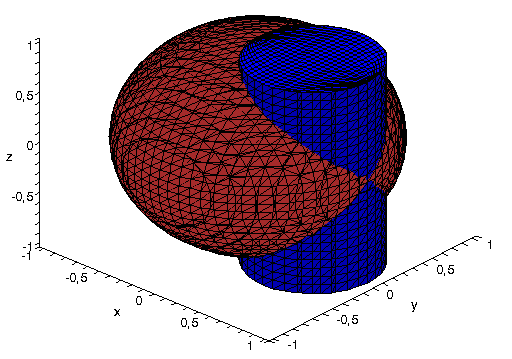
Cuerpo de Viviani

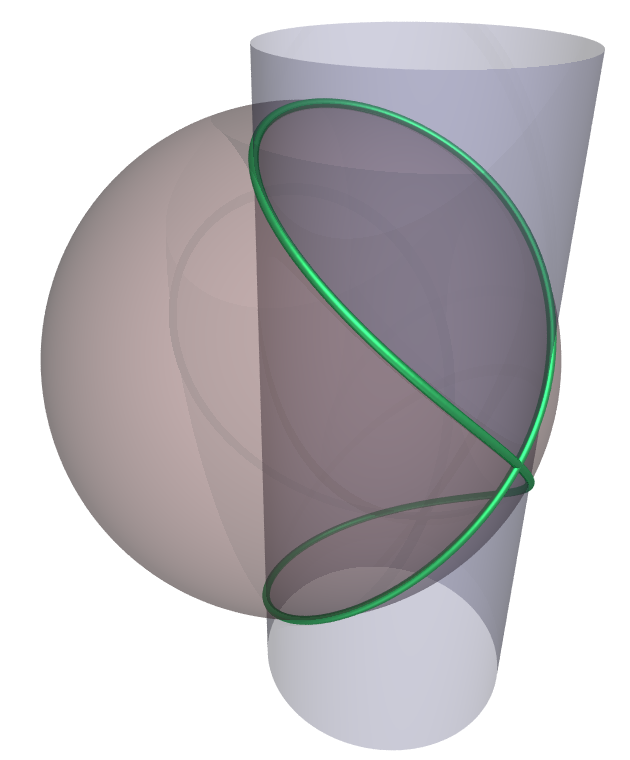
Curva de Viviani

El conjunto de la intersección de una esfera de radio R con un cilindro de radio R/2 (con una generatriz tangente a la esfera por su interior):
{\displaystyle \left\{(x,y,z)\in \mathbb {R} ^{3}\,{\big |}Esfera:\left\{x^{2}+y^{2}+z^{2}\leq R^{2}\right\}\,{\big |}Cilindro:\left\{(x-R/2)^{2}+y^{2}\leq (R/2)^{2}\right\}\right\}}
se denomina cuerpo de Viviani.
Volumen:
El cuerpo de Viviani posee el volumen:
{\displaystyle V=R^{3}\,({\frac {2\pi }{3}}-{\frac {8}{9}})\approx 1,2055\,(para\,\,R=1)}
como se puede demostrar por integración en coordenadas polares.
Superficie:
Así mismo, para una esfera de radio R y un cilindro de radio r (como en el caso anterior, con una generatriz tangente a la esfera por su interior), se tiene que la superficie lateral del cilindro en el interior de la esfera es:
{\displaystyle S=16r^{3/2}\,{\sqrt {R-r}}=4\,(para\,\,R=1\,y\,r=0,5)}
como se puede demostrar mediante la correspondiente integral.
Curva:
La curva espacial alabeada en forma de ocho que delimita la frontera común entre la superficie de la esfera de radio R y el cilindro de radio R/2 (análogamente, con una generatriz tangente a la esfera por su interior), tiene las ecuaciones paramétricas siguientes:
{\displaystyle x=(R/2)(1+\cos t)}  ||  {\displaystyle y=(R/2)\sin t}  ||  {\displaystyle z=R\sin(t/2)}
equivalente a:
{\displaystyle x=R\cos ^{2}u}  ||  {\displaystyle y=R\cos u\sin u}  ||  {\displaystyle z=R\sin u}
La integración de la longitud de la curva es del tipo elíptico de segunda clase.

## Teorema de Viviani
En honor a Vincenzo Viviani, se denomina así el teorema que enuncia que la suma de las distancias de las perpendiculares desde cualquier punto ubicado dentro de un triángulo equilátero hacia los lados es igual la altura del triángulo.

## Cráter lunar Viviani
- El cráter lunar Viviani lleva este nombre en su memoria.[5]